# Jan Kuć
Jan Marian Kuć (ur. 16 maja 1934 w Bojmiach, zm. 1988) – polski działacz partyjny i samorządowy, w latach 1981–1983 prezydent Koszalina.

## Życiorys
Syn Wieńczysława i Henryki. W 1961 wstąpił do Polskiej Zjednoczonej Partii Robotniczej. Od 1976 do 1981 pozostawał kierownikiem Wydziału Ekonomicznego Komitetu Wojewódzkiego PZPR w Koszalinie. Od 22 kwietnia 1981 do 22 maja 1983 zajmował stanowisko prezydenta Koszalina. Później powrócił do KW PZPR w Koszalinie, gdzie był kolejno sekretarzem ds. ekonomicznych (1983–1986) oraz kierownikiem Wydziału Polityki Kadrowej (1986–1987) i Kancelarii I Sekretarza (1988).
Został pochowany na Cmentarzu Komunalnym w Koszalinie (Aleja Zasłużonych II, rząd 4, grób 25).